# Солонечник растопыренный
Солонечник растопыренный (лат. Galatella divaricata) — многолетние растение; вид рода Солонечник (Galatella), который семейства Астровые (Asteraceae).

## Ареал и среда обитания
Поволжско-казахстанский вид. Произрастает на территории Северной Европы и Казахстана. Для произрастания как правило выбирает степи, каменистые и глинистые склоны.

## Ботаническое описание
Многолетнее растение высотой от 10 до 35 см. Покрыто тонким паутинистым, позднее клочковатым войлочком и очень короткими сосочковидными волосками. Стебли одиночные или немногочисленные, прямостоящие, у основания часто приподнимающиеся, от середины или в верхней части разветвлённые.
Листья продолговатые, продолговато-линейные, длиной от 1,5 до 6 см и от 3 до 10 мм шириной, сидячие или почти сидячие, без точечных желёзок.
Корзинки с 15—20 цветками, обёртки широкообратноконические, 6—8 мм длиной и 8—12 мм шириной, листочки их почти кожистые, бледно-зелёные, на спинке часто покрыты тонким войлочком, наружные мельче внутренних, яйцевидно-ланцетные, на верхушке оттянуты в хрящевидное острие, по краю узкоперепончатые. Внутренние — по краю широкоперепончатые, продолговато-ланцетные. В соцветии обычно одна, реже две — три корзинки на длинных дуговидно направленных веточках. Цветки диска бледно-жёлтые. Язычковые цветки синевато- или розовато-фиолетовые, в количестве одного — семи, иногда плодущие, часто совсем отсутствуют. Цветение в августе — сентябре.
Размножение семенное. Семянки 3—4 мм длиной, хохолок 5—6 мм длиной, беловатый.

## Охрана
Включен в Красные книги следующих субъектов РФ: Республика Башкортостан, Волгоградская область.

## Синонимика
Согласно данным The Plant List
- Aster divaricatus (M.Bieb.) Schmalh.
- Aster kirghisorum (Fisch. ex M.Bieb.) Korsh.
- Chrysocoma divaricata Fisch. ex M.Bieb.
- Linosyris divaricata (M.Bieb.) DC.